# Federico Insúa
Federico Insúa est un footballeur argentin (milieu de terrain) né le 3 janvier 1980 à Buenos Aires (Argentine).

## Carrière

### Équipe nationale
- Première sélection en Équipe d'Argentine le 4 février 2002 (Argentine 1 - 0 Mexique)
- 14 sélections (0 but) en Équipe d'Argentine (au 1er juillet 2006)

### Clubs
| Saison      | Club                                | Pays      | Championnat | Championnat | Championnat | Championnat  | Championnat  |
| Saison      | Club                                | Pays      | Division    | Matchs      | Buts        | Cartons      | Cartons      |
| ----------- | ----------------------------------- | --------- | ----------- | ----------- | ----------- | ------------ | ------------ |
| Saison      | Club                                | Pays      | Division    | Matchs      | Buts        | Carton jaune | Carton rouge |
| ???? - ???? | Club Parque                         | Argentine | Jeunes      | ?           | ?           | ?            | ?            |
| 1997 - 1998 | Argentinos Juniors                  | Argentine | Division 1  | ?           | ?           | ?            | ?            |
| 1998 - 1999 | Argentinos Juniors                  | Argentine | Division 1  | ?           | ?           | ?            | ?            |
| 1999 - 2000 | Argentinos Juniors                  | Argentine | Division 1  | 34          | 1           | ?            | ?            |
| 2000 - 2001 | Argentinos Juniors                  | Argentine | Division 1  | 38          | 9           | ?            | ?            |
| 2001 - 2002 | Argentinos Juniors                  | Argentine | Division 1  | ?           | ?           | ?            | ?            |
| 2002 - 2003 | Independiente                       | Argentine | Division 1  | 38          | 11          | ?            | ?            |
| 2003 - 2004 | Málaga CF (Prêté par Independiente) | Espagne   | Division 1  | 31          | 3           | ?            | ?            |
| 2004 - 2005 | Independiente                       | Argentine | Division 1  | 35          | 9           | ?            | ?            |
| 2005 - 2006 | Boca Juniors                        | Argentine | Division 1  | 37          | 12          | ?            | ?            |
| 2006 - 2007 | Borussia Mönchengladbach            | Allemagne | Ligue 1     | ?           | ?           | ?            | ?            |
| 2007 - 2008 | Club America                        | Mexique   | Division 1  | ?           | ?           | ?            | ?            |
| 2008 - 2009 | Club America                        | Mexique   | Division 1  | ?           | ?           | ?            | ?            |
| 2009 - 2010 | Prêt Boca Juniors                   | Argentine | Division 1  | ?           | ?           | ?            | ?            |
| 2010 - 2011 | Bursaspor                           | Turquie   | Süper Lig   | 16          | 2           | ?            | ?            |
| 2012 - 2014 | Vélez Sarsfield                     | Argentine | Division 1  | ?           | ?           | ?            | ?            |
| 2014 -      | Independiente                       | Argentine | Division 1  |             |             |              |              |

## Palmarès
- Recopa Sudamericana (1) :
  - Vainqueur : 2005

- Copa Sudamericana (1) :
  - Vainqueur : 2005
- Apertura[1] (1) :
  - Vainqueur : 2005
- Clausura[2] (1) :
  - Vainqueur : 2006